# Armoise de Steller
Artemisia stelleriana
Espèce
L'armoise de Steller (Artemisia stelleriana) est une espèce de plantes de la famille des Asteraceae. Elle pousse dans l'extrême Ouest de l'Amérique du Nord et dans l'Est de l'Asie.  Elle est cependant naturalisée sur l'ensemble de l'Amérique du Nord et de l'Europe.